# Langbogfjellet
Das Langbogfjellet (norwegisch) ist ein 2610 m hoher Berg in der Sør Rondane des ostantarktischen Königin-Maud-Lands. Er ragt an der Südflanke des Langbogbreen auf.
Wissenschaftler des Norwegischen Polarinstituts benannten ihn 1988 in Anlehnung an die Benennung des gleichnamigen Gletschers.